# Peperomia decumbens
Peperomia decumbens är en pepparväxtart som beskrevs av C. Dc.. Peperomia decumbens ingår i släktet peperomior, och familjen pepparväxter. Inga underarter finns listade i Catalogue of Life.